# Alfred Cort Haddon

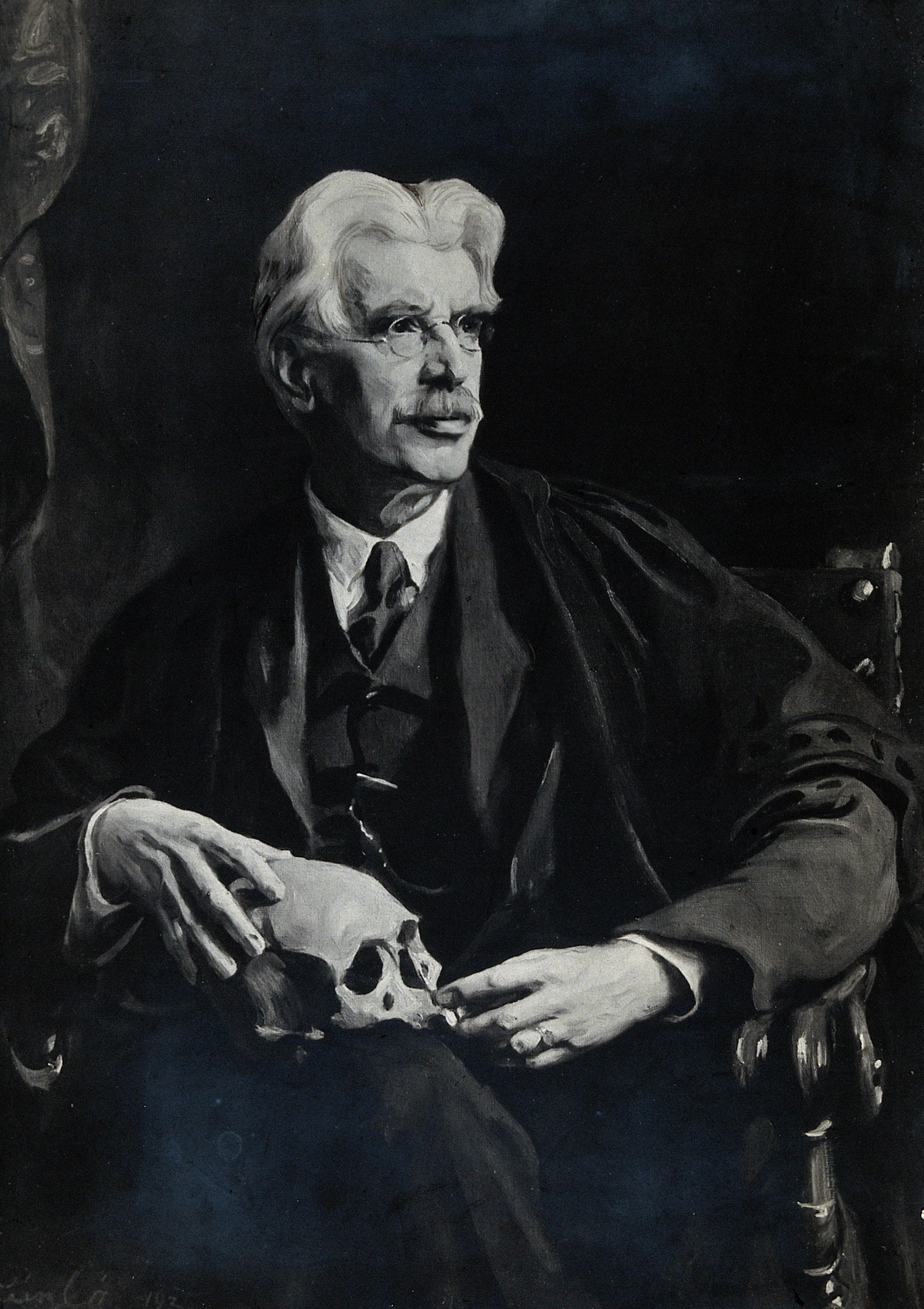
Alfred Cort Haddon

Alfred Cort Haddon (Londen, 24 mei 1855 - Cambridge, 20 april 1940) was een invloedrijk Brits cultureel antropoloog.
Haddon was oorspronkelijk bioloog. Hij deed veldwerk aan de Straat Torres (1888, 1889) samen met zijn dochter Kathleen en reisde voor onderzoek naar onder meer Sarawak en Nieuw-Guinea. Haddon wordt gezien als een van de grondleggers van de moderne Britse antropologie. Haddon haalde zijn 'undergraduate' ("Bachelor"-diploma) aan het Christ's College van de Universiteit van Cambridge. Aan de Universiteit van Dublin werkte hij als hoogleraar zoölogie (vanaf 1880). Toen Haddon later terugkeerde naar Cambridge, stichtte hij er een 'school' voor antropologie en bekleedde hij een functie als lector. Bovendien werd hij er verkozen tot Fellow of Christ's College. Haddon was tevens Fellow of the Royal Society.
Haddons papers zijn in 1968 opgenomen in de universiteitsbibliotheek van Cambridge' Museum of Archaeology and Ethnology. Zijn boek History of Anthropology (1910) werd door de Rationalist Association deel gemaakt van de Thinker's Library.